# Espaguetis a la siracusana
Los espaguetis a la siracusana (en italiano: spaghetti alla siracusana), también conocidos como pasta frita a la siracusana (pasta fritta alla siracusana), son un plato de pasta originario de Siracusa, Sicilia (Italia), y extendido a toda la isla.

## Origen del plato

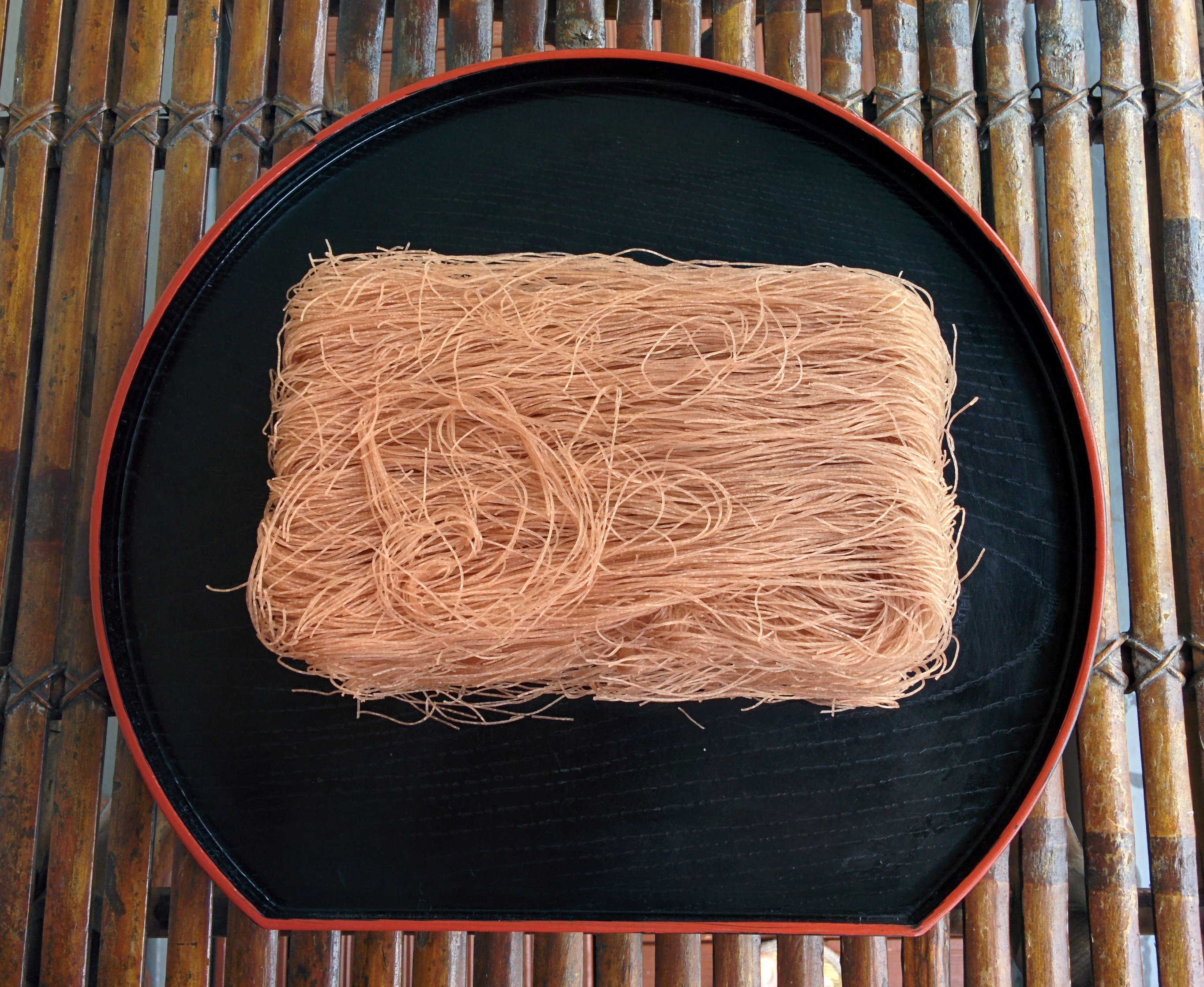
Cabellos de ángel

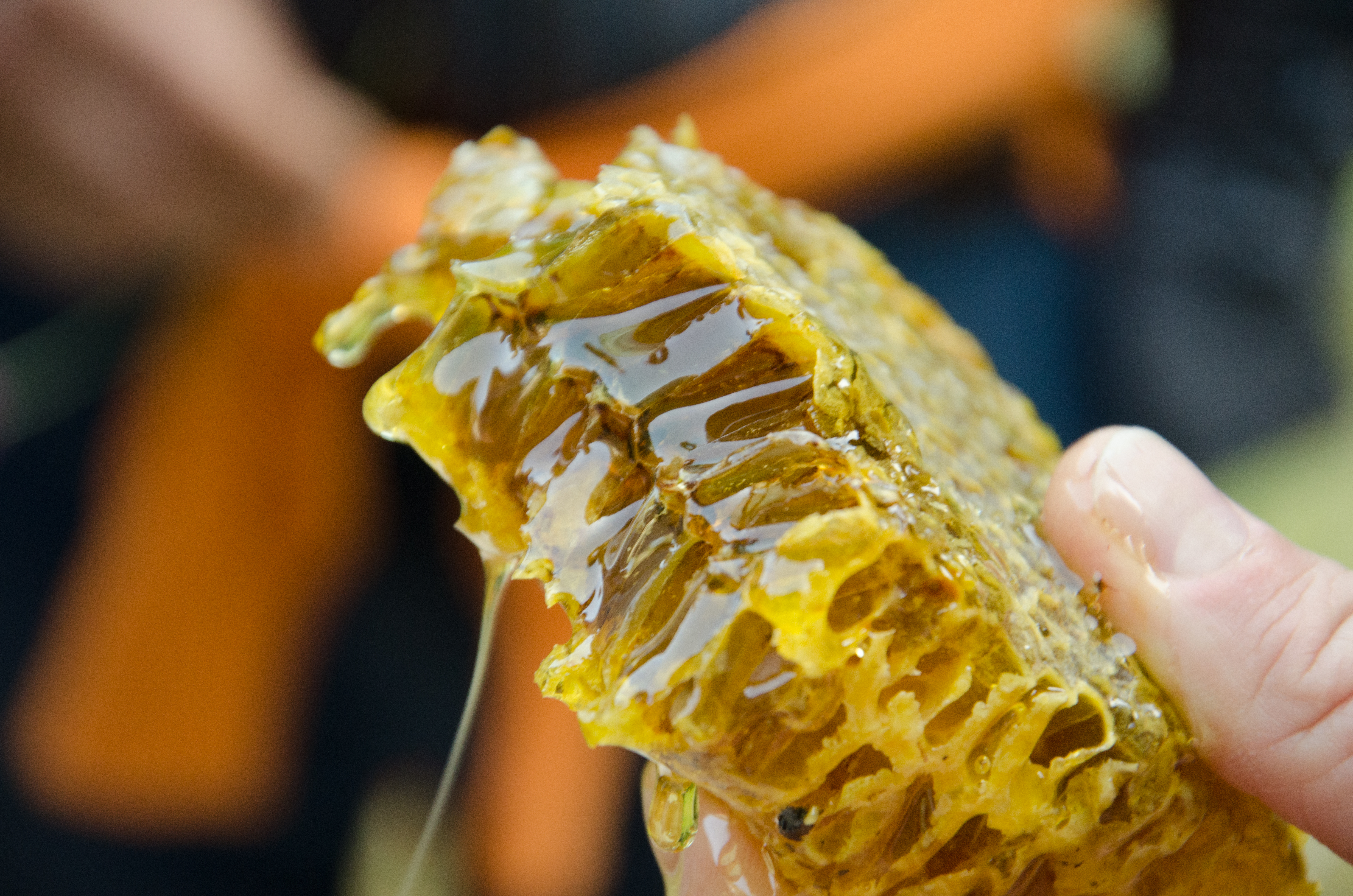
La miel iblea que los siracusanos consumen junto con cabello de ángel

Este típico plato siracusano tiene raíces muy antiguas; arcaicas. La receta, que ahora es parte de la tradición culinaria del territorio, originalmente se presentaba de manera muy diferente: el nombre de «pasta alla siracusana» (que precedió al de los actuales espaguetis) se usaba para indicar un tipo de pasta de trigo duro mucho más fina, conocida como cabellos de ángel (también llamados capellini o, más recientemente, vermicelli); caracterizados precisamente por un grosor finísimo.
Se sostiene que los cabellos de ángel en Siracusa se preparaban ya en la época del tirano Dionisio I (en la antigua colonia griega de Ancona se siguen preparando hasta hoy, y sus habitantes definen este tipo de plato como un legado de los antiguos siracusanos). Solo más tarde, los conquistadores árabes se inspiraron en ella para dar vida al primer comercio europeo de pasta, que históricamente comenzó en Sicilia.
Los cabellos de ángel son de hecho un plato típico de Grecia (llamado pasta kataifi) y de Oriente. En Siracusa, especialmente en el pasado, se enrollaban y se freían en manteca y finalmente se bañaban con «miel negra y caliente de los montes Ibleos».
Se dice que cuando el noble siciliano Don Francesco Bonanno, así como consejero de guerra del rey Víctor Amadeo II de Saboya y del emperador Carlos VI del Sacro Imperio Romano Germánico, debía tomar una decisión difícil, siempre se sentaba a la mesa y pedía a su monsù un plato de «pasta frita a la siracusana», porque la consideraba estimulante para el cerebro y, por lo tanto, propiciadora de buenos consejos políticos.
En algún momento, la antigua receta se fusionó con la del plato que hoy se conoce como espaguetis a la siracusana, por lo que el tipo de pasta finísima fue sustituido por espaguetis más gruesos; el uso de la miel casi ha desaparecido y en su lugar se ha añadido pescado y la miga de pan seca. Pero al principio, fueron solo los cabellos de ángel simplemente con miel los que alimentaron a los siracusanos, proporcionándoles un plato vitamínico.

## Preparación
La receta de este primer plato incluye el uso de pescado azul llamado anchoa (anciova en dialecto siciliano): se sofríe con ajo y aceite de oliva virgen extra, mientras que por separado se cuecen los espaguetis en abundante agua con sal. Aparte, se tuesta la miga de pan seco (o pan rallado ya preparado) en una sartén. Finalmente, se mezcla la pasta con las anchoas y se espolvorea con la miga de pan tostada.

## Variantes
Este plato admite muchas variantes y a veces se confunde con la salsa siracusana (debido a la presencia de anchoas), cuya receta original a menudo se sirve con pasta corta y no incluye el uso de miga de pan, sino más bien una generosa dosis de verduras, alcaparras y aceitunas; alimentos que en la receta tradicional no están presentes, salvo en raras ocasiones, como las aceitunas, que suelen ser negras.
No debe confundirse además con el primer plato, principalmente palermitano, llamado pasta con sardinas: aunque la tradición dice que nació en la zona de Siracusa (pero creado por cocineros del ejército árabe, allí acampados para conquistar la ciudad), es bastante distante de las costumbres culinarias del área aretusea, contemplando ingredientes como pasas y piñones (una combinación clásica de la cocina palermitana), además de azafrán, y el pescado que domina el plato es la sardina, no la anchoa. La miga de pan tostada en la pasta con sardinas original no está presente.

### Versión frita
Una de las variantes más conocidas del plato siracusano implica la fritura de los espaguetis: se pueden cocer frescos por separado y luego freírlos en la sartén, antes de mezclarlos con las anchoas, o tomar la pasta sobrante del refrigerador y darle así una nueva consistencia.
Los espaguetis a la siracusana en algunas recetas se presentan también con tomate, tanto en su versión frita como en la normal. No es raro encontrar también guindilla (según la variante elegida), pero siempre acompañado de los ingredientes base del plato, que siguen siendo anchoas y miga de pan tostada.

### Anciova rossade Palermo
En Palermo se añade extracto de tomate y se llama Anciova rossa, en alusión al nombre dialectal de la anchoa.